# Narodni park Tikal
Narodni park Tikal je narodni park v Gvatemali, v severni regiji departmaja Petén. Razteza se na 57.600 hektarih in obsega starodavno majevsko mesto Tikal ter okoliške tropske gozdove, savane in mokrišča. Leta 1979 je Unesco nacionalni park Tikal razglasil za svetovno dediščino zaradi izjemnih mezoameriških ruševin v Tikalu in edinstvene ekologije okoliške pokrajine.

## Zgodovina
Projekt Tikal, kot so ga takrat poimenovali, je prvič predlagala Univerza v Pensilvaniji leta 1949. Narodni park Tikal, ustanovljen 26. maja 1955, je bil ustanovljen z vladnim odlokom Ministrstva za šolstvo prek Inštituta za antropologijo in zgodovino, ki mu je svetoval dr. Adolfo Molina Orantes in pod vlado Carlosa Castilla Armasa. Ko je bila ustanovljena, je Univerza v Pennsylvaniji igrala vlogo pri čiščenju, vzdrževanju, izkopavanju in obnovi mesta parka od leta 1956 do 1969.
Danes je glavna turistična atrakcija narodnega parka Tikal klasično majevsko mesto Tikal, ki je obdano z gostim, bujnim gozdom.

## Ekologija
Park leži na apnenčastem terenu, zato je površinske vode malo. Podnebje je vlažno tropsko. Skozi vse leto sta sušno obdobje in deževno obdobje. Letna količina padavin se giblje med 1000 in 2400 mm. Najvišje temperature bodo od 28 do 35 °C, najnižje pa od 15 do 22 °C.
Narodni park Tikal je del globalnega Programa Človek in biosfera v okviru biosfernega rezervata Maja. Zaradi bujnega in raznolikega ekosistema znotraj meja parka uspevajo številne vrste rastlin in živali. 
Park pokriva primarni senčni gozd s krošnjami, ki se dvigajo do približno petdeset metrov. Največ dreves je kapokovec (Ceiba pentandra), sveto drevo Majev, španska cedra (Cedrela odorata), sapodila (Manilkara zapota), honduraški mahagonij (Swietenia macrophylla), rožnata trobenta (Tabebuia rosea), ramón ali kruhov oreh (Brosimum alicastrum), Platymiscium dimorphandrum, Calophyllum brasiliense, jarumo (Cecropia peltata), copal (Cupania belizensis), cojon (Stemmadenia donnell-smithii), palma Cryosophila argentea in pimentovec (Pimenta dioica).
Med sesalci, ki naseljujejo park, so siva lisica (Urocyon cinereoargenteus), jaguar (Panthera onca), puma (Puma concolor), jaguarundi (Herpailurus yaguarondi), ozelot (Leopardus pardalis) in margay (Leopardus wiedii), izstopajo navadna paca (Agouti paca), mehiška tamandua (Tamandua mexicanus), kinkaju (Potos flavus), borealni rakun (Procyon lotor), eira (Eira barbara), rdeča korzuela (Mazama Americana) in severni tapir (Tapirus bairdii); najde se lahko tudi agutije (Dasyprocta), koatije (Nasua), pajkaste opice (Ateles), vriskače (Alouatta), pekarije (Tayassuidae), pasavce (Dasypodidae), netopirje (Microchiroptera) ... 
Poleg tega je v parku več kot 300 vrst ptic, vključno z jastrebom žerjavom (Geranospiza caerulescens) in puranom Meleagris ocellata Pa tudi harpija (Harpia harpyja), oranžnoprsi sokol (Falco deiroleucus), pegasta gozdna prepelica (Odontophorus guttatus), Psarocolius montezuma, ameriški strelec (Anhinga anhinga), severna jakana (Jacana spinosa), Čolnkljuna čaplja (Cochlearius cochlearius), carrao (Aramus guarauna), Golovrata tigrasta čaplja (Tigrisoma mexicanum), papiga Pionopsitta haematotis, belokronasta papiga (Pionus senilis), beločela amazonka (Amazona albifrons), rdečečela amazonka (Amazona autumnalis), južna mokasta amazonka (Amazona farinosa) in oljčnovrati papagaj (Aratinga nana), pa tudi različne vrste kolibrijev (Trochilidae), tukanov (Ramphastidae), žolne (Picidae), momotidi (Momotidae) in Cracidae.
Zelo pestra je tudi herpetofavna, saj najdemo 19 vrst žab, 5 želv, 24 kuščarjev, kot je zeleni legvan (Iguana iguana), 41 kač, močerada in dva krokodila: ameriškega krokodila (Crocodylus acutus) in morskega krokodila (Crocodylus moreletii). Obstaja več strupenih kač: koralna kača (Micrurus altirostris), srednjeameriški klopotec (Crotalus simus), pa tudi skakajoči gad (Atropoides nummifer), močvarka (Porthidium nasutum) in predvsem ameriška suličarka (Bothrops asper).
Med žuželkami je veliko mravelj, ki režejo listje. V parku najdemo tudi mačako (Fulgora laternaria), hrošča herkula (Dynastes hercules) in številne druge vrste.